# Alex Band
 Der er for få eller ingen kildehenvisninger i denne artikel, hvilket er et problem. Du kan hjælpe ved at angive troværdige kilder til de påstande, som fremføres i artiklen.

Alex Band (født 8. juni 1981) er en amerikansk sanger

## The Calling
Som 15'årig lavede han, sammen med Aaron Kamin, en kontrakt med RCA Records, på det tidspunkt var han droppet ud af skolen, men han fik alligevel sit afgangsbevis, ved hjælp af hjemme undervisning. Bandets første single var "Wherever You Will Go", som hurtigt røg ind på første pladsen på mange hitlister verden over, og vandt et par priser for sangen. Deres første album Camino Palmero udkom i 2001, hvor på der også var hittene "Adrienne, Could it Be Any Harder" og selvfølgelig "Wherever You Will Go". Albummet blev en succes, og i 2004 udgav de endnu et album, nemlig Two, den fik desværre ikke så meget succes i Danmark, men i lande som Brasilien blev den enormt populær. Dog var hittet "Our Lives" derpå, som The Calling bl.a. spillede til ceremonien ved OL i 2004.
Den 4. juni 2005 spillede The Calling deres måske sidste koncert, de bestemte sig for at holde en pause.
Udover sange til deres album, har Aaron Kamin & Alex Band også lavet hittet "For You" til filmen Daredevil. De har også medvirket i et afsnit af serien American Dreams, hvor Kamin & Band sang lidt af en ukendt sang.

## Solo Karriere
Da Alex Band begyndte på hans solo karriere, skiftede han pladeselskab, i dag har han en kontrakt med Geffin Records. Han har skrevet og sunget sangen "The Truth" til en af hans fars film, og sunget Elvis Presley-sangen "Keep Your Hands To YourSelf" til filmen Sweet Home Alabama. Han har også skrevet og sunget sangen "It dosen't get better than this" til filmen Bratz: The Movie. Han har foruden at skrive sange, og synge dem, også medvirket i hans kones film Fish Without A Bicycle, i den film havde han dog kun en lille rolle, men dertil skrev han også sangen "Take Hold Of Me", som han også sang.
Han har også arbejdet sammen med Santana, hvor han har sunget Chad Kroegers sang "Why don't you and I" med Santana, også denne sang blev et hit for Alex Band, og den er også kommet med på Santans album Ultimate Santana.
Han har skrevet et nyt album, og Alex har også indspillet det, og Alex Band har lovet at det udkommer i løbet af 2008. Foruden det nye album, har han udgivet en EP, som man personligt kan bestille. Ep'en udkom i april 2008.